# Fur jezik
Fur jezik (ISO 639-3: fvr; dala, for, fora, fordunga, forok, forta, furakang, furawi, kadirgi, konjara, korra, kungara, kurka, lali, onage, yerge), jezik naroda Fur (Fòòrà) iz zapadnog Sudana i manjim dijelom iz obližnjeg Čada, koji pripada furskoj skupini nilsko-saharskih jezika.
Većina od 500 000 govornika živi u Sudanu (1983 Bender), Darfur, i svega oko 1 800 u Čadu. U gradovima ga potiskuje arapski.

## Vanjske poveznice
- Ethnologue (14th)
- Ethnologue (15th)